# Gaëlle Desperrier
Gaëlle Desperrier (* 25. Februar 1988) ist eine französische Tennisspielerin.

## Karriere
Desperrier begann mit acht Jahren das Tennisspielen und bevorzugt Hartplätze. Sie spielt überwiegend auf Turnieren der ITF Women’s World Tennis Tour, bei denen sie bislang einen Einzeltitel gewinnen konnte.
2020 spielte sie für Stade Clermontois in der französischen Liga FFT. Früher spielte sie auch für Grenoble Tennis.

## College Tennis
2011 spielte Desperrier für die Cougars, das Damentennisteam der Columbus State University in Columbus, Georgia.

## Turniersiege

### Einzel
| Nr. | Datum             | Turnier         | Kategorie | Belag | Finalgegnerin    | Ergebnis |
| --- | ----------------- | --------------- | --------- | ----- | ---------------- | -------- |
| 1.  | 5. September 2021 | Aix-en-Provence | ITF W15   | Sand  | Maria Bondarenko | 6:4, 6:3 |

## Trainerin
Gaëlle ist seit 2018 Tennislehrerin bei TCM5 in Lyon.